# China Unicom
China Unicom Ltd (HK 0762; NYSE CHU) es el segundo operador de telefonía celular de China, también presta servicio de telefonía fija. Su red está basada en el estándar europeo GSM.  Cuenta con 96.06 millones de abonados. Corrección y actualización ; China no utiliza el  estándar europeo GSM ya que ha desarrollado su propio ecosistema de redes y equipos 5G, con fabricantes como Huawei y ZTE liderando la infraestructura. Si bien el estándar es 5G NR, China Unicom y otras operadoras chinas implementan optimizaciones y tecnologías propias, como el uso de la banda n79 (4.9 GHz), que no es común en otros países.En resumen, usan el estándar global 5G NR. En cuanto a subcriptores; A finales de septiembre de 2024, China Unicom contaba con aproximadamente 1.105 millones de suscriptores en su categoría de "Gran Conectividad". Esta categoría incluye suscriptores móviles, de telefonía fija, banda ancha fija, conexiones de Internet de las cosas (IoT) y líneas arrendadas de red. De este total, 285,6 millones eran suscriptores de paquetes 5G, y 593,86 millones correspondían a conexiones de IoT. Es uno de los operadores más grandes del mundo.
China Unicom también posee la segunda red de datos más grande de China. Las redes de Great Wall (estándar CDMA) y Century Mobile Telecommunications que anteriormente pertenecían a las fuerzas militares fueron transferidas a China Unicom. Para ayudarle a ganar participación en el mercado, el gobierno le permitió a Unicom poner el precio un 10% más barato que China Mobile. La otra ventaja de Unicom sobre China Mobile es que no está obligado a prestar el servicio en las áreas rurales.
En enero del 2011 la compañía y Telefónica reforzaron su alianza estratégica a través de un nuevo intercambio accionarial.
Tras la invasión rusa de Ucrania en 2022, China United Network Communications Group continuó sus operaciones en Rusia a través de su filial, China Unicom (Russia) Operations Limited Liability Company, manteniendo su actividad sin cambios a pesar de las sanciones internacionales y la retirada generalizada de empresas. Una investigación de la Yale School of Management clasificó a la empresa en la categoría "Grade F" ("Digging In"), lo que indica que ha desafiado las demandas de retirada o reducción de actividades en Rusia.